# Obyvatelstvo Lichtenštejnska

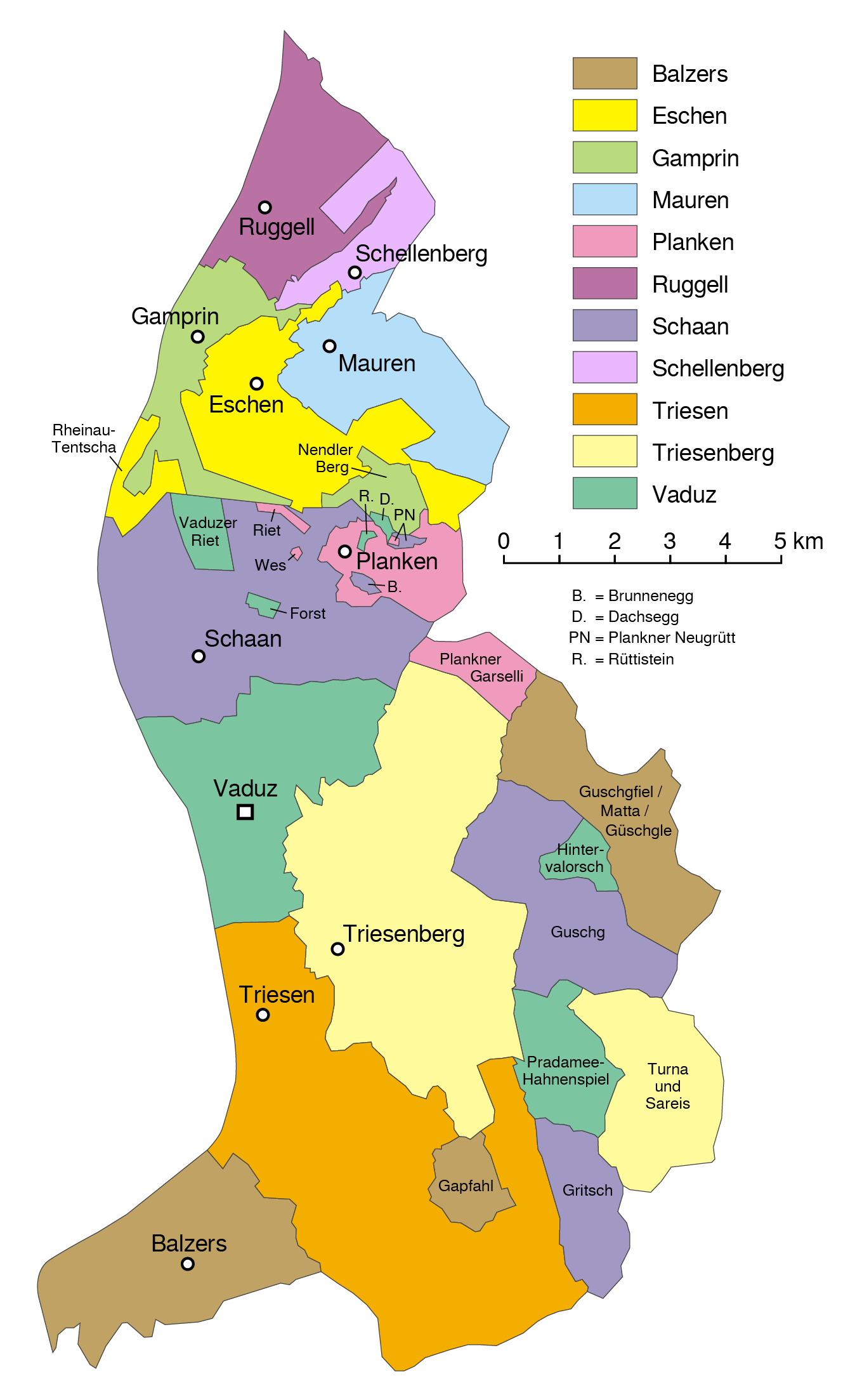
Administrativní rozdělení země

Tento článek se zabývá tématem obyvatelstva Lichtenštejnska.
Na konci roku 2015 žilo v Lichtenštejnsku 37 623 lidí, z toho lidé narození v zahraničí tvořili 34 %. Těmito obyvateli zahraničního původu jsou hlavně mluvčí němčiny ze sousedních zemí Německa, Rakouska a Švýcarska, ale také Italové a Turci. Cizinci tvoří dvě třetiny pracovních sil v zemi.
Lichtenštejnsko je čtvrtou nejmenší zemí v Evropě, co se populace týče, menší jsou Vatikán, Monako a San Marino. Většina obyvatel má původ v germánském kmenu Alamani a úředním jazykem je němčina.

## Náboženství
| Náboženství            | 2010   | 2000   | 1990   |
| ---------------------- | ------ | ------ | ------ |
| Katolíci               | 75,9 % | 78,4 % | 84,9 % |
| Protestanti            | 8,5 %  | 8,3 %  | 9,2 %  |
| Pravoslaví             | 1,1 %  | 1,1 %  | 0,7 %  |
| Jiné křesťanské církve | 0,3 %  | 0,1 %  | 0,2 %  |
| Muslimové              | 5,4 %  | 4,8 %  | 2,4 %  |
| Ostatní náboženství    | 0,8 %  | 0,3 %  | 0,2 %  |
| Bez vyznání            | 5,4 %  | 2,8 %  | 1,5 %  |
| Nevyjádřeno            | 2,6 %  | 4,1 %  | 0,9 %  |